# Захисне лісове насадження на хвилястій місцевості
Захисне лісове насадження на хвилястій місцевості — ландшафтний заказник місцевого значення. Об'єкт розташований на території Токмацького району Запорізької області, Токмалське лісництво, квартал №16.
Площа — 96 га, статус отриманий у 1984 році.